# Parerenna emilyae
Parerenna emilyae is een hydroïdpoliep uit de familie Erennidae. De poliep komt uit het geslacht Parerenna. Parerenna emilyae werd in 2001 voor het eerst wetenschappelijk beschreven door Pugh. 